# Fáy János
Fáy János; Fa, Fái (Lepsény, 1841. március 6. – Kiskőrös, 1906. január 6.) színész, színigazgató.

## Életútja
Törvénytelen gyermekként született, apja Fáy (Fa) Imre földbirtokos, anyja Lampert Anna volt. 1861. szeptember 8-án lett színésszé. Elsőrendű vidéki társulatokban játszott, tenorista volt. 1876-tól igazgatással is foglalkozott. 1880-ban társulatát Kárpáthy Györgyével egyesítette. Húsz évi működése után, 1880. július 17-én búcsuzott el a színpadtól, Zalaegerszegen, a »Nagyapó«-ban, azután postamester lett az Alföldön. Halálát agyvérzés okozta.
Neje: B. Molnár Nelli (Budai Molnár Petronella) komika, szoprán énekesnő, aki 1863. március 1-én lépett színpadra. Előbb Kocsisovszky Jusztinnál szerepelt, az 1860-as évek végétől férjével együtt járták a vidéket. Együtt vonultak vissza 1880-ban. Elhunyt 67 éves korában Stájerországban, a grazi kórházban 1907. augusztus 16-án.

## Fontosabb szerepei
- Maresquier (Sardou: Fernande)
- Póky (Kovács P.: Királyi tréfa)
- Simon (Molière: A fösvény)

## Működési adatai
1866–67: Miskolc; 1868–72: Győr; 1872–73: Székesfehérvár; 1873–74: Kolozsvár; 1874–75: Arad; 1875–76: Székesfehérvár.
Igazgatóként: 1876: Lengyeltóti, Marcali, Nagyatád; 1878: Halas, Bácsalmás, Palánka, Somorja; 1879: Dunaszerdahely, Galgóc, Érsekújvár, Tata, Vác, Rozsnyó, Szentgotthárd; 1880: Kiscell, Zalaegerszeg.